# Plaza de Armas

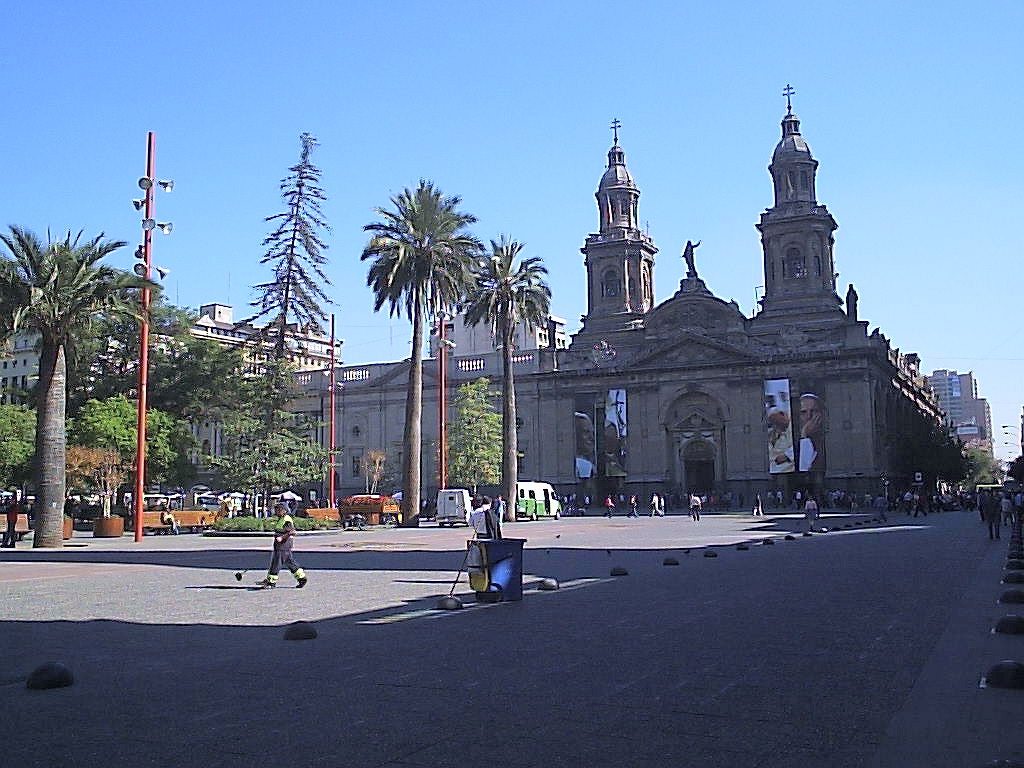
Plaza de Armas van Santiago

Plaza de Armas ("Plein van de wapenen") is de naam die in veel Latijns-Amerikaanse steden aan het centrale plein wordt gegeven. De pleinen worden ook vaak aangeduid als Plaza Mayor ("Hoofdplein"), hoewel in sommige steden er zowel een Plaza de Armas als een Plaza Mayor aanwezig is. 
Veel van de door conquistadores veroverde steden werden ontworpen in een standaard blokkenpatroon, geïnspireerd door de vorm van de Romeinse legerkampen. Een van de blokken in het centrum werd niet bebouwd en vormde het Plaza de Armas. 
Het Plaza de Armas wordt vaak omzoomd door regeringsgebouwen, kerken en andere gebouwen van culturele of politieke betekenis. Het plein ontleent zijn naam aan de functie die het had als toevluchtsoord bij een aanval op de stad; vanaf het plein werden wapens onder de verdedigers verspreid. 

## BekendePlazas de Armasin de Spaanstalige wereld
- Plaza de Armas van Havana
- Plaza Mayor van Lima
- Plaza de Armas van Pisco
- Plaza de la Independencia (Onafhankelijkheidsplein) van Concepción: hier werd op 1 januari 1818 voor het eerst de Chileense onafhankelijkheid uitgeroepen.
- Plaza de Armas van Santiago.
- Plaza de Armas van San Juan.
- Plaza de Armas van Sevilla

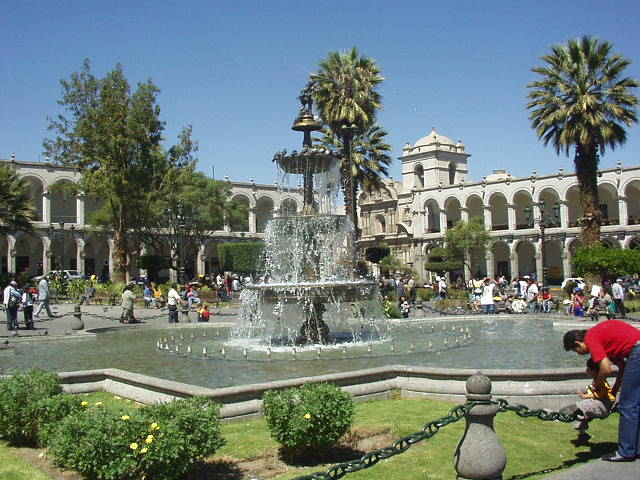
Plaza de Armas in Arequipa (Peru)
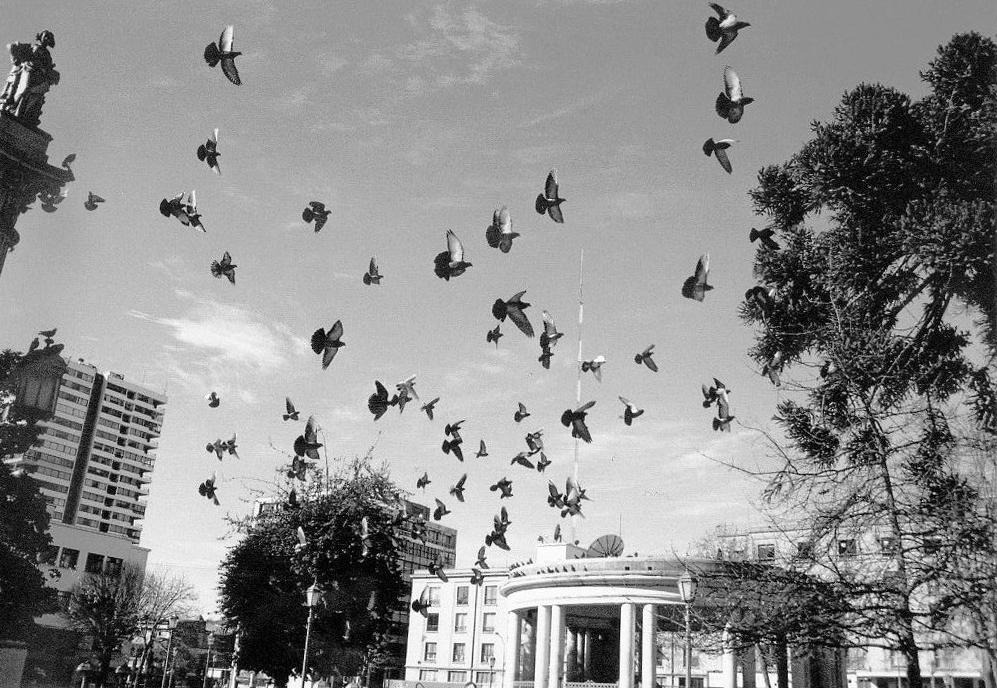
Plaza de la Independencia, Concepción (Chili)
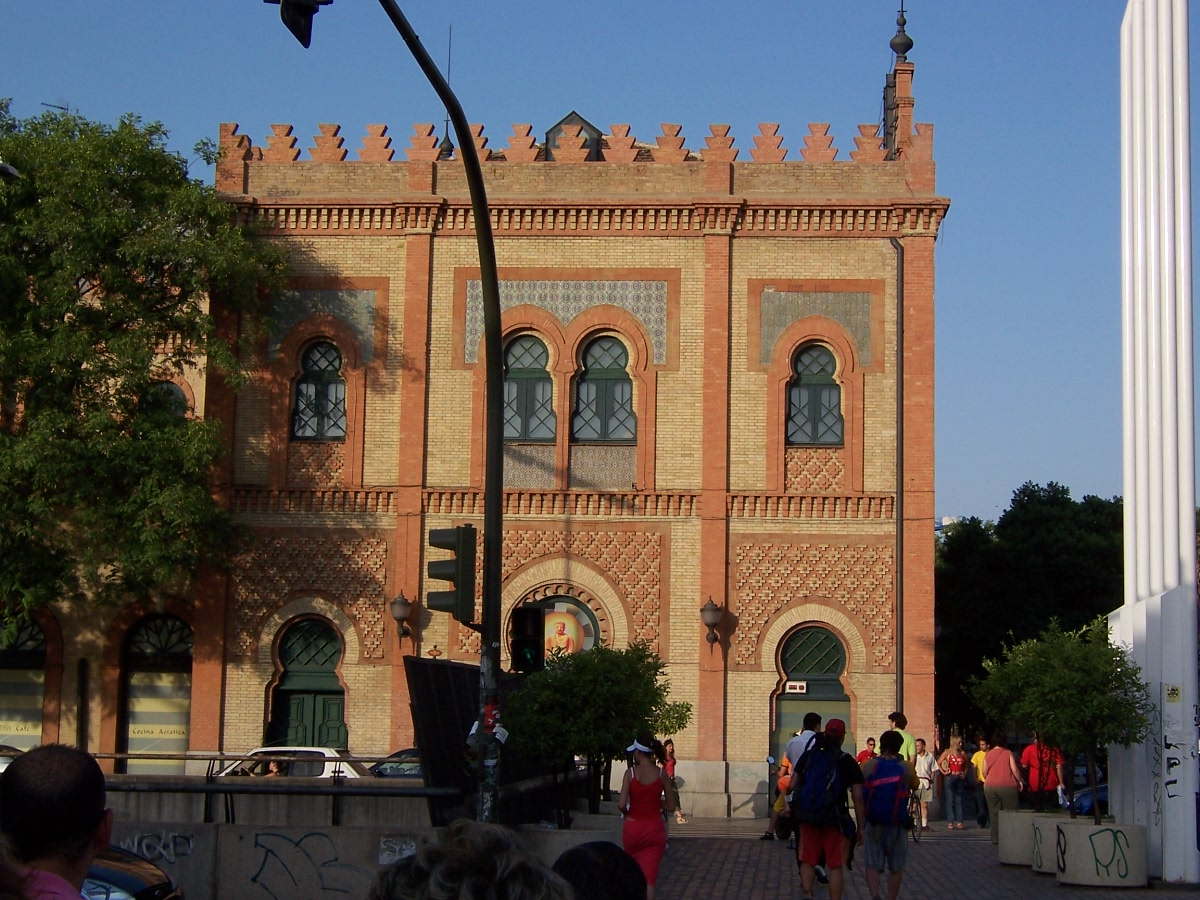
Plaza de Armas, Sevilla (Spanje)
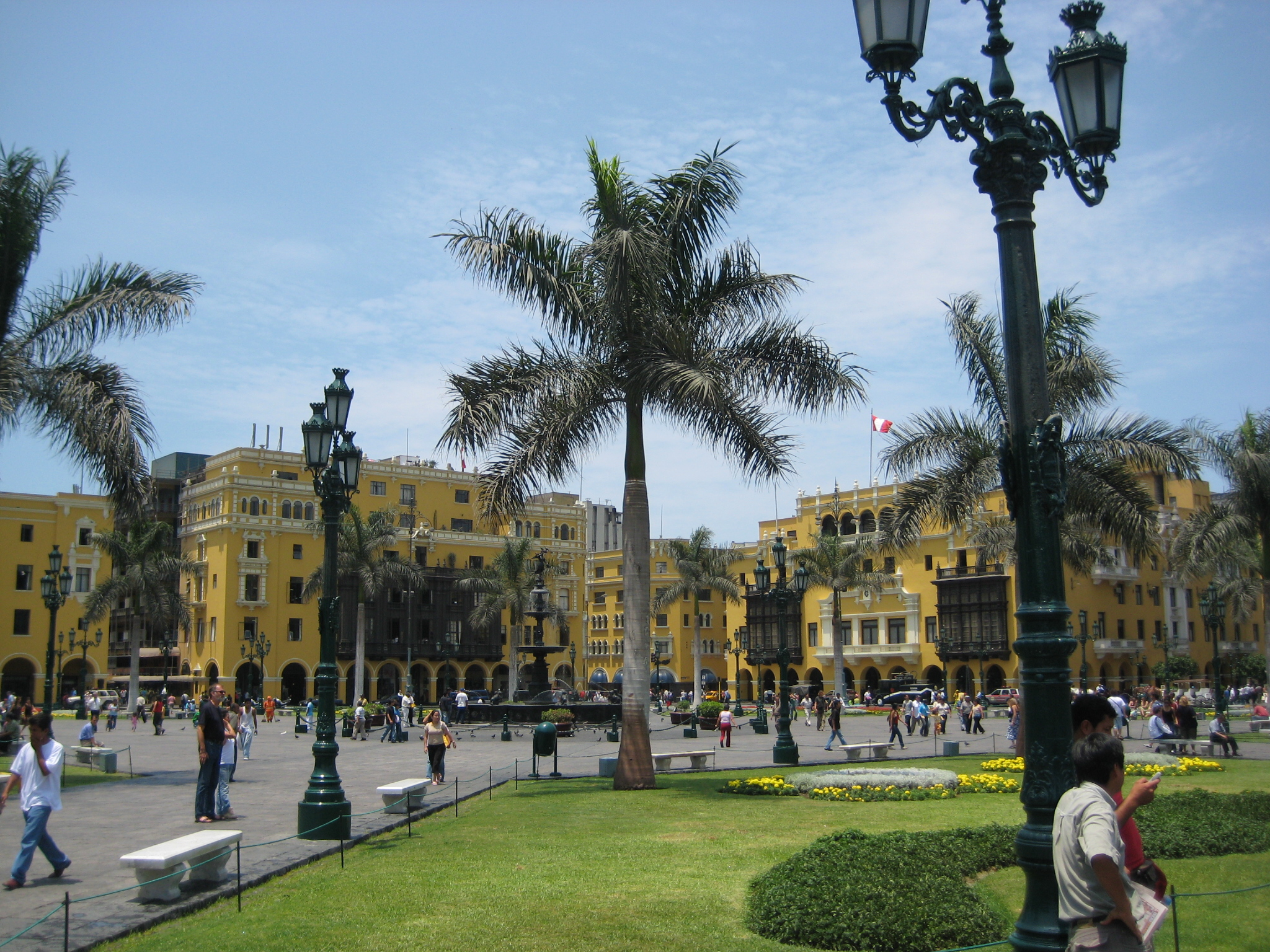
Plaza Mayor, Lima (Peru)